# Municipio de Ādaži
El municipio de Ādažu (en Letón: Ādažu novads) es uno de los 36 municipios de Letonia. Se encuentra localizado en el centro de dicho país báltico. Fue creado durante el año 2006 después de una reorganización territorial. La capital es la villa de Ādaži.

## Ciudades y zonas rurales
- Ādažu pilsēta (villa)
- Ādažu pagasts (zona rural)
- Carnikavas pagasts (zona rural)

## Población y territorio
Su población está compuesta por un total de 9.342 personas (2009). La superficie de este municipio abarca una extensión de territorio de unos 162,9 kilómetros cuadrados. La densidad poblacional es de 57,35 habitantes por cada kilómetro cuadrado.